# 拉沙杜雷拉峰
46°41′53.5″N 10°11′45.5″E / 46.698194°N 10.195972°E
拉沙杜雷拉峰（Piz Laschadurella），是瑞士的山峰，位於該國東南部，由格勞賓登州負責管轄，屬於塞斯文納山脈的一部分，海拔高度3,046米，每年平均降雨量1,367毫米。